# Licurgo (filho de Pronax)
Licurgo, filho de Pronax, foi, na mitologia grega, um dos Epígonos.
Licurgo pertencia à família real de Argos:[carece de fontes?] seu pai era Pronax, filho de Talau e Lisímaca, a filha de Abas, filho de Melampo. A irmã de Licurgo, Amphitea, se casou com o próprio tio paterno, Adrasto.
Licurgo foi representado, no trono de Amiclea, quase lutando contra Anfiarau, que era bisneto de Melampo e era casado com Erífila, filha de Talau e Lisímaca. A briga é apartada por Adrasto e Tideu, genro de Adrasto. De acordo com alguns autores modernos, Pausânias poderia ter errado na identificação de Licurgo, que seria, não o filho de Pronax,[carece de fontes?] mas Licurgo, rei da Nemeia, cujo filho Ofeltes morreu picado por uma cobra quando sua babá o largou para mostrar aos argivos da expedição dos Sete contra Tebas onde havia uma fonte de água.
De acordo com J. G. Frazer, tradutor de Pseudo-Apolodoro, com base em uma conjectura de Heyne e em uma passagem de Sexto Empírico, Licurgo morreu na luta dos Epígonos, lutando em Tebas, e foi ressuscitado por Esculápio. A passagem de Apolodoro, com base em Erífila, de Estesícoro, diz que Esculápio havia ressuscitado Capaneu e Licurgo.